# Anisota assimilis
Espèce
Anisota assimilis est une espèce de lépidoptères (papillons) de la famille des Saturniidae, de la sous-famille des Ceratocampinae originaire de Belize et du Mexique.

## Taxonomie
Cette espèce a été décrite en 1886 par Herbert Druce sous le nom Dryocampa assimilis dans l'ouvrage Biologia Centrali-Americana de Frederick DuCane Godman & Osbert Salvin, dans le volume I (Insecta ; Lepidoptera-Heterocera).